# Atanassi Pavlàntevitx Beloboródov
Atanassi Pavlàntevitx Beloboródov (rus: Афанасий Павлантьевич Белобородов, 18 de gener de 1903 – 18 de gener de 1990) va ser un oficial soviètic, amb grau de General d'Exèrcit, dues vegades Heroi de la Unió Soviètica, que comandà el 43è Exèrcit, participant en els alliberaments de Vitebsk i Königsberg durant la Gran Guerra Patriòtica.

## Biografia
Atanassi Pavlàntevitx Beloboródov va néixer el 18 de gener de 1903 al poble d'Akinina-Baklaxi, a l'Oblast d'Irkutsk, a una família camperola. Durant 1919 i 1920 va lluitar com a partisà a l'Extrem Orient durant la Guerra Civil Russa, allistant-se a l'Exèrcit Roig el 1923. El 1926 va graduar-se de l'Escola d'Infanteria i a l'Acadèmia Militar Frunze el 1936. El 1929 va participar en la Guerra Soviètico-Xinesa. Va ser membre del PCUS des de 1926.
A l'inici de la Gran Guerra Patriòtica va comandar la 78a Divisió de Fusellers, que es distingí a la batalla de Moscou. Des d'octubre de 1942 va comandar un cos d'infanteria, i al maig de 1944 va rebre el comandament del 43è Exèrcit, participant en l'operació Bagration, reconquerint Vitebsk. A continuació va participar en l'alliberament de Lituània i en l'ofensiva de Prússia Oriental. Un cop finalitzada la guerra a Europa, va ser destinat a l'Extrem Orient per lluitar contra el Japó, comandant el 1r Exèrcit Bandera Roja durant la Invasió Soviètica de Manxúria.
Després de la guerra, entre 1946 i 1953 va seguir al capdavant del 1r Exèrcit; i el 1955 va ser nomenat comandant del Districte Militar de Vorónej. El 1957 va ser nomenat cap de personal del Ministeri de Defensa de l'URSS. El 1963, comandant del Districte Militar de Moscou; i des de 1968, membre del Grup d'assessors dels Inspectors Generals del Ministeri de Defensa de l'URSS. Entre 1966 i 1971 va ser membre del Comitè Central del PCUS, sent elegit diputat del Soviet Suprem.
Atanasi Beloborodov va morir l'1 de setembre de 1990, sent enterrat al cementiri militar Snegiri de Moscou.

## Condecoracions
- Heroi de la Unió Soviètica (2)
- Orde de Lenin (5)
- Orde de la Revolució d'Octubre
- Orde de la Bandera Roja (5)
- Orde de Suvórov de 1a classe
- Orde de Suvórov de 2a classe
- Orde de Kutuzov de 2a classe
- Orde de la Guerra Patriòtica de 1a classe
- Orde del Servei a les Forces Armades de 3a classe
- Medalla del Centenari de Lenin
- Medalla de la defensa de Moscou
- Medalla de la victòria sobre Alemanya en la Gran Guerra Patriòtica 1941-1945
- Medalla del 20è Aniversari de la Victòria en la Gran Guerra Patriòtica
- Medalla del 30è Aniversari de la Victòria en la Gran Guerra Patriòtica
- Medalla del 40è Aniversari de la Victòria en la Gran Guerra Patriòtica
- Medalla per la victòria sobre el Japó
- Medalla per la Conquesta de Königsberg
- Medalla dels Veterans de les Forces Armades Soviètiques
- Medalla del 20è Aniversari de l'Exèrcit Roig
- Medalla del 30è Aniversari de l'Exèrcit i l'Armada Soviètics
- Medalla del 40è Aniversari de les Forces Armades Soviètiques
- Medalla del 50è Aniversari de les Forces Armades Soviètiques
- Medalla del 60è Aniversari de les Forces Armades Soviètiques
- Medalla del 70è Aniversari de les Forces Armades Soviètiques
- Orde del Mèrit Patriòtic de 1a classe (RDA)
- Orde de la Bandera de Guerra (Iugoslàvia)
- Orde del Lleó Blanc (Txecoslovàquia)
- Orde de la República Popular de Bulgària (Bulgària)
- Medalla "Al Mèrit Militar" (Mongòlia)
- Medalla "30 anys de victòria sobre el Japó militarista" (Mongòlia)
- Medalla "30 anys de victòria de Khalkhin-Gol" (Mongòlia)
- Medalla "40 anys de victòria de Khalkhin-Gol" (Mongòlia)
- Medalla del 50è aniversari de l'Exèrcit Popular de Mongòlia (Mongòlia)
- Medalla del 60è aniversari de l'Exèrcit Popular de Mongòlia (Mongòlia)
- Medalla per l'Alliberament de Corea (Corea del Nord)
- Medalla de l'amistat sino-soviètica (República Popular Xinesa)

## Obres
- A través del foc i la taigà. M., 1960.
- Ordre del comandant - la llei per a un guerrer. M., 1969.
- Fet d'armes. 2 ª ed., Corr i afegir. M., 1973.
- Avanç a Harbin. M., 1982.
- Sempre en un combat. M., 1984.